# Béduer

Béduer este o comună în departamentul Lot din sudul Franței. În 2009 avea o populație de 730 de locuitori.

## Evoluția populației
| An        | 1975 | 1982 | 1990 | 1999 | 2006 | 2009 |
| --------- | ---- | ---- | ---- | ---- | ---- | ---- |
| Populație | 454  | 516  | 596  | 623  | 708  | 730  |